# Konfesja sandomierska
Konfesja sandomierska, zwana także Konfesją polską, właściwie: Konfesya, albo Wyznanie Wiary Powszechnej Kościołów Chrześcijańskich Polskich z roku 1570 – chrześcijańskie reformowane wyznanie wiary ułożone w 1566 roku na podstawie II konfesji helweckiej (1566) i zatwierdzone w 1570 roku. Składa się z 30 rozdziałów. Konfesja jest jedną z podstaw doktrynalnych polskich Kościołów reformowanych: Kościoła Ewangelicko-Reformowanego w RP oraz Konfederacji Ewangelicznych Kościołów Reformowanych w Polsce.